# Le Secret (telenovela)
Pour les articles homonymes, voir Secret (homonymie).
Le Secret (en espagnol : El secreto de Puente Viejo) est une telenovela espagnole, composée de 1306 épisodes sur 5 saisons, diffusée depuis le 23 février 2011 sur la chaîne espagnole Antena 3.

## Situation de l'action et lieux de tournage
Le lieu de l'action, Puente Viejo, est fictif et a été imaginé par les auteurs, mais au début de la telenovela, on apprend que Pepa s'est rendue du nord des Asturies vers le sud. La novela se réfère à des localités qui existent réellement comme Munia, La Puebla, Astorga, Monforte et Villalpando d'où l'on peut déduire que l'histoire se déroule dans la région de Castille-et-León. 
Les extérieurs ont été tournés à La Granjilla de La Fresneda (es) (commune de L'Escurial) et Torremocha de Jarama, près de Madrid.

## Époque
La première série se déroule au début du XXe siècle, vers les années 1901-1903. La deuxième saison (après le décès de Pepa) commence par les mots « Seize années après... ».

## Personnages
- Álex Gadea : Tristán Castro Montenegro
- Megan Montaner : Pepa Aguirre
- María Bouzas (es) : Francisca Montenegro
- Sandra Cervera (es) : Emilia Ulloa
- Ramón Ibarra : Raimundo Ulloa
- Alejandra Onieva : Soledad Castro Montenegro
- Mario Martín (es) : Don Anselmo
- Maribel Ripoll (es) : Dolores Asenjo
- Enric Benavent (es) : Pedro Mirañar López Regueira Jaca de Togores y Pérez de Pulgar
- Selu Nieto (es) : Hipólito Mirañar Asenjo
- Adelfa Calvo : Rosario Pacheco
- Carlota Baró : Mariana Castañeda Pacheco
- Fernando Coronado (es) : Alfonso Castañeda Pacheco
- Iago García (es) : Olmo Mesía
- Jordi Coll (es) : Gonzalo Valbuena/Martín
- Loreto Mauleón (es) : María Castañeda Ulloa
- Carlos Serrano : Fernando de Mesía
- Miquel García Borda : Roque Fresnedoso
- Diana Gómez : Pía Toledano
- Aida de la Cruz (it) : Candela Mendizábal
- Javier Abad (es) : Isidro Buendia
- Charlotte Vega (es) : Rita de Buendía
- Jorge Pobes : Aníbal Buendía
- Mario Zorrilla (it) : Mauricio Godoy
- Ariadna Gaya (es) : Aurora Ulloa Castro
- Victoria Camps Medina (es) : Jacinta, la fausse Aurora Ulloa Castro
- Chico García : Severo Santacruz
- Raúl Peña : Carmelo Leàl
- Adriana Torrebejano : Sol Santacruz
- Carmen Canivell : Gracia Hermosa de Mirañar
- Antonio Mourelos : León Castro
- Joëlle Zilberman : Dar Monique Doisneau

### Personnages morts, disparus ou en fuite
- Sara Ballesteros (es) : Angustias Osorio (†)
- Xosé Barato (es) : Alberto Guerra (†)
- Pablo Espinosa : Ramiro Castañeda Pacheco
- Pablo Castañón : Sebastián Ulloa
- Cuca Escribano : Águeda de Mesía (†)
- Leonor Martín : Gregoria Casas
- Jonás Berami (es) : Juan Casteñeda Pacheco (†)
- Aloma Romero : Adolfina Samaniego
- Andrea Duro : Enriqueta
- Javier Garcimartín : Federico (†)
- Mercedés Léon (es) : Bernarda Jiménez de Montenegro (†)
- Juli Cantó : Fulgencio Montenegro Aldecoa

## Prix et récompenses
- 2011 - TP de Oro
  - Nomination - Meilleure telenovela ou série.
- 2011 - Prix Magazine Estrella Distinción Especial
  - Gagné - Álex Gadea
- 2012 - Fotogramas de Plata
  - Nomination - Meilleure actrice de télévision pour María Bouzas.
- 2012 - Premios Iris
  - Nomination - Meilleure scénographie.
  - Nomination - Meilleure musique pour la télévision pour Alex Conrado.
- 2012 - Premios Jóvenes D. O. La Mancha
  - Gagné - Televisión y Artes Escénicas pour Jordi Coll et Loreto Mauleon.
- 2013 - European Soap Fan Day
  - Gagné - meilleure série de l'année
  - Gagné - Meilleur acteur étranger pour Álex Gadea[2]